# Canton de Seltz
Pour les articles homonymes, voir Seltz (homonymie).
Le canton de Seltz est une ancienne division administrative française, située dans le département du Bas-Rhin, région Grand Est.

## Composition
Le canton de Seltz groupait quatorze communes :
- Beinheim : 1 790 habitants ;
- Buhl : 508 habitants ;
- Crœttwiller : 173 habitants ;
- Eberbach-Seltz : 373 habitants ;
- Kesseldorf : 331 habitants ;
- Mothern : 1 933 habitants ;
- Munchhausen : 692 habitants ;
- Niederrœdern : 846 habitants ;
- Oberlauterbach : 549 habitants ;
- Seltz (chef-lieu) : 2 985 habitants ;
- Schaffhouse-près-Seltz : 460 habitants ;
- Siegen : 493 habitants ;
- Trimbach : 515 habitants ;
- Wintzenbach : 568 habitants.

## Représentation

### Conseillers généraux de 1833 à 1871 et de 1919 à 2015
| Période           | Identité                          | Parti                                  | Qualité |
| ----------------- | --------------------------------- | -------------------------------------- | --- |
| 1833-1845         | François-Pierre-Louis Ritter      |                                        | Notaire, maire de Seltz (1830-1840 et 1848-1855)                                                                                       |
| 1845-1848         | Baron Alfred Renouard de Bussière | Centre                                 | Président du Tribunal de commerce de Strasbourg Député (1845-1848, 1852-1870)                                                          |
| 1848-1852         | François-Pierre-Louis Ritter      |                                        | Notaire, maire de Seltz (1830-1840 et 1848-1855)                                                                                       |
| 1852-1864         | Comte Jean-Paul Adam de Schramm   | Majorité ministérielle                 | Général de division Député (1836-1848) Sénateur (1852-1870)                                                                            |
| 1864-1871         | Baron Léon Renouard de Bussierre  |                                        | Membre du Conseil d'État |
| 1871-1919         | annexion allemande                |                                        | |
| 1919-1928         | Marcel Bisch (1890-1981)          | URD                                    | Industriel à Seltz |
| 1928-1934         | René Hauss                        | Autonomiste (Unalhângige Landespartei) | Journaliste, directeur du Elsass-lothringische Zeitung Député du Haut-Rhin (1929-1932) Conseiller municipal de Strasbourg              |
| 1934-1940         | Marcel Bisch                      | URD                                    | Industriel à Seltz |
|                   |                                   |                                        | |
| 1945-1951         | Marcel Bisch                      | URD                                    | Industriel à Seltz |
| 1951-1970         | Albert Schmitt                    | MRP puis CD                            | Cheminot, syndicaliste CFTC Conseiller municipal de Strasbourg (1945-1947) Député (1946-1958) Président du Conseil général (1967-1970) |
| 1970-1979 (décès) | Abbé Martin Hoffarth              | CD puis UDF                            | Aumônier du Secrétariat social d'Alsace                                                                                                |
| 1979-2001         | Marcel Schmitt                    | UDF-CDS                                | Chef d'entreprise Maire de Seltz (1971-1977)                                                                                           |
| 2001-2015         | Richard Stoltz                    | UMP et apparentés                      | Enseignant Maire de Munchhausen (1995-2020)                                                                                            |

### Conseillers d'arrondissement (de 1833 à 1940)
| Période                                  | Période      | Identité                                         | Étiquette | Qualité |
| ---------------------------------------- | ------------ | ------------------------------------------------ | --------- | --- |
| 1833                                     | 1839 (décès) | Jean Antoine Bauer (1772-1839)                   |           | Avoué à Wissembourg                                                                                         |
| 1839                                     | 1848         | Comte Ferdinand de Laville-sur-Illon (1777-1865) |           | Colonel au corps royal d'état major, propriétaire à Seltz                                                   |
|                                          |              |                                                  |           | |
| 1937                                     | 1940         | Joseph Kocher                                    | UPR       | Maire de Niederroedern                                                                                      |
| 1940                                     |              |                                                  |           | Les conseils d'arrondissement ont été suspendus par la loi du 12 octobre 1940 et n'ont jamais été réactivés |
| Les données manquantes sont à compléter. |              |                                                  |           | |